# Krzewie Wąskotorowe
Krzewie Wąskotorowe – nieczynny wąskotorowy przystanek osobowy w Krzewiu, w gminie Krośniewice, w powiecie kutnowskim, w województwie łódzkim, w Polsce. Został otwarty w 1910 razem z linią kolejową z Krośniewic do Koryt.